# Jana Klotschkowa
Jana Olexandriwna Klotschkowa (ukrainisch Яна Олександрівна Клочкова, wiss. Transliteration Jana Oleksandrivna Kločkova; englisch: Yana Klochkova; * 7. August 1982 in Simferopol, Ukrainische SSR) ist eine ehemalige ukrainische Schwimmerin.

## Werdegang
Klotschkowa lebt in Kiew und ist seit Ende der 1990er Jahre eine der weltbesten Lagenschwimmerinnen der Welt. Bei den Schwimmweltmeisterschaften 1998 in Perth gewann sie die Silbermedaille über 400 m Lagen und machte die internationale Schwimmwelt erstmals auf sich aufmerksam. Seit den Olympischen Spielen 2000 in Sydney ist sie die beste Schwimmerin auf den Lagenstrecken. In Sydney gewann sie zwei Goldmedaillen (die 400 m Lagen sogar in Weltrekordzeit) und eine Silbermedaille. Bei den Weltmeisterschaften 2001 in Fukuoka wurde sie nur auf der kurzen Lagendistanz geschlagen, konnte allerdings die Goldmedaille über 400 m Freistil hinzufügen. In Barcelona 2003 beherrschte sie bei den Weltmeisterschaften wieder die Lagen komplett. Die Olympischen Spiele 2004 in Athen sollten dann ein weiterer Höhepunkt ihrer Karriere werden. Wieder konnte sie über 200 und 400 m Lagen die Goldmedaille gewinnen.
Nach den Olympischen Sommerspielen 2008 in Peking, wo sie bei der Eröffnung am 8. August Fahnenträgerin der Ukraine war, erklärte sie ihren Rücktritt als aktive Leistungssportlerin.

## Rekorde
| Europarekorde (2)      | Europarekorde (2) | Europarekorde (2)  | Europarekorde (2) |
| ---------------------- | ----------------- | ------------------ | ----------------- |
| 200 m Lagen            | 02:10,68 min      | 19. September 2000 | Sydney            |
| 400 m Lagen            | 04:33,59 min      | 16. September 2000 | Sydney            |
| (Stand: 30. Juli 2008) |                   |                    |                   |